# Зисо Узунов
Зисо Узунов или Голио (на гръцки: Ζήσης Ουζούνης, Зисис Узунис) е гъркомански андартски деец от Западна Македония.

## Биография
Зисо Узунов е роден в костурското село Апоскеп, тогава в Османската империя, днес в Гърция. Водач е на гъркоманската партия в Апоскеп. и член на гръцкия революционен комитет. Обявен е за агент от I ред. Убит е от четата на Васил Чекаларов и дейността му е поета от жена му Търпена Узунова.